# Lista siturilor arheologice din județul Harghita - R
Lista siturilor arheologice din județul Harghita - R conține toate siturile arheologice din județul Harghita înscrise în Repertoriul Arheologic Național (RAN) și aflate în localități al căror nume începe cu litera R. RAN este administrat de Ministerul Culturii și Patrimoniului Național și cuprinde date științifice, cartografice, topografice, imagini și planuri, precum și orice alte informații privitoare la zonele cu potențial arheologic, studiate sau nu, încă existente sau dispărute.
Puteți căuta un sit din localitățile care încep cu litera R folosind formularul de mai jos sau puteți naviga prin toate siturile din județ la Lista siturilor arheologice din județul Harghita.
| Cod RAN                                   | Denumire | Localitate                      | Adresă                              | Datare                                     | Descoperit | Coordonate                                    | Imagine           | Erori            |
| ----------------------------------------- | --- | ------------------------------- | ----------------------------------- | ------------------------------------------ | ---------- | --------------------------------------------- | ----------------- | ---------------- |
| 85662.01 (Cod LMI: HR-I-s-B-12701)        | Situl arheologic de la Racu - "Dealul Bogat" / ansamblu anonim (Categorie: locuire)                                                           | sat Racu, comuna Racu           | Dealul Bogat                        |                                            |            | 46°26′48″N 25°44′46″E / 46.44661°N 25.74619°E | Încărcați imagine | Raportați eroare |
| 85662.01.01 (Cod LMI: HR-I-m-B-12701.02)  | Situl arheologic de la Racu - "Dealul Bogat" / ansamblu anonim (Categorie: locuire) (Tip: Fortificație)                                       | sat Racu, comuna Racu           | Dealul Bogat                        | geto-dacică                                |            | 46°26′48″N 25°44′46″E / 46.44661°N 25.74619°E | Încărcați imagine | Raportați eroare |
| 85662.01.02 (Cod LMI: HR-I-m-B-12701.01)  | Situl arheologic de la Racu - "Dealul Bogat" / ansamblu Capela "Sf. Iacob și Filip" (Categorie: locuire) (Tip: Capelă)                        | sat Racu, comuna Racu           | Dealul Bogat                        | sec XVIII                                  |            | 46°26′48″N 25°44′46″E / 46.44661°N 25.74619°E | Încărcați imagine | Raportați eroare |
| 85662.01.03 (Cod LMI: HR-I-s-B-12701)     | Situl arheologic de la Racu - "Dealul Bogat" / ansamblu anonim (Categorie: locuire) (Tip: Așezare)                                            | sat Racu, comuna Racu           | Dealul Bogat                        |                                            |            | 46°26′48″N 25°44′46″E / 46.44661°N 25.74619°E | Încărcați imagine | Raportați eroare |
| 85662.01.04 (Cod LMI: HR-I-s-B-12701)     | Situl arheologic de la Racu - "Dealul Bogat" / ansamblu anonim (Categorie: locuire) (Tip: Așezare)                                            | sat Racu, comuna Racu           | Dealul Bogat                        | Wietenberg                                 |            | 46°26′48″N 25°44′46″E / 46.44661°N 25.74619°E | Încărcați imagine | Raportați eroare |
| 85662.01.05 (Cod LMI: HR-I-s-B-12701)     | Situl arheologic de la Racu - "Dealul Bogat" / ansamblu anonim (Categorie: locuire) (Tip: Așezare)                                            | sat Racu, comuna Racu           | Dealul Bogat                        |                                            |            | 46°26′48″N 25°44′46″E / 46.44661°N 25.74619°E | Încărcați imagine | Raportați eroare |
| 85662.01.06 (Cod LMI: HR-I-s-B-12701)     | Situl arheologic de la Racu - "Dealul Bogat" / ansamblu anonim (Categorie: locuire) (Tip: tezaur)                                             | sat Racu, comuna Racu           | Dealul Bogat                        | 203 - 223                                  |            | 46°26′48″N 25°44′46″E / 46.44661°N 25.74619°E | Încărcați imagine | Raportați eroare |
| 85662.02.01 (Cod LMI: HR-I-m-B-12702.02)  | Fortificația de la Racu - "Cetatea Păgânilor" / ansamblu anonim (Categorie: fortificație) (Tip: Fortificație)                                 | sat Racu, comuna Racu           | Cetatea Păgânilor                   | geto-dacică sec. II a. Chr.- I p. Chr      |            | 46°27′03″N 25°39′19″E / 46.4509°N 25.6553°E   | Încărcați imagine | Raportați eroare |
| 85662.02.02 (Cod LMI: HR-I-m-B-12702.01)  | Fortificația de la Racu - "Cetatea Păgânilor" / ansamblu anonim (Categorie: fortificație) (Tip: Fortificație)                                 | sat Racu, comuna Racu           | Cetatea Păgânilor                   | sec. XI - XII                              |            | 46°27′03″N 25°39′19″E / 46.4509°N 25.6553°E   | Încărcați imagine | Raportați eroare |
| 85662.02.03 (Cod LMI: HR-I-s-B-12702)     | Fortificația de la Racu - "Cetatea Păgânilor" / ansamblu anonim (Categorie: fortificație) (Tip: Așezare)                                      | sat Racu, comuna Racu           | Cetatea Păgânilor                   |                                            |            | 46°27′03″N 25°39′19″E / 46.4509°N 25.6553°E   | Încărcați imagine | Raportați eroare |
| 86106.01.01 (Cod LMI: HR-I-m-B-12703.02)  | Descoperiri funerare la Rugănești / ansamblu anonim (Categorie: descoperire funerară) (Tip: Necropolă)                                        | sat Rugănești, comuna Șimonești |                                     | sec. I - II                                |            |                                               | Încărcați imagine | Raportați eroare |
| 86106.01.02 (Cod LMI: HR-I-m-B-12703.01)  | Descoperiri funerare la Rugănești / ansamblu anonim (Categorie: descoperire funerară) (Tip: Necropolă)                                        | sat Rugănești, comuna Șimonești |                                     | Sântana de Mureș - Cerneahov sec. III - IV |            |                                               | Încărcați imagine | Raportați eroare |
| 86106.01.02 (Cod LMI: HR-I-m-B-12703.01)  | Descoperiri funerare la Rugănești / complex anonim (Categorie: descoperire funerară) (Tip: mormânt de inhumație)                              | sat Rugănești, comuna Șimonești |                                     | Sântana de Mureș - Cerneahov sec. III - IV |            |                                               | Încărcați imagine | Raportați eroare |
| 86106.01.02 (Cod LMI: HR-I-m-B-12703.01)  | Descoperiri funerare la Rugănești / complex anonim (Categorie: descoperire funerară) (Tip: mormânt de inhumație)                              | sat Rugănești, comuna Șimonești |                                     | Sântana de Mureș - Cerneahov sec. III - IV |            |                                               | Încărcați imagine | Raportați eroare |
| 85038.01.01                               | Altarul votiv de la Rareș / ansamblu anonim (Categorie: structură de cult/religioasă) (Tip: Altar votiv)                                      | sat Rareș, comuna Mărtiniș      |                                     |                                            |            |                                               | Încărcați imagine | Raportați eroare |
| 85038.02                                  | Inscripția romană de la Rareș (Categorie: descoperire izolată) (Tip: obiect izolat)                                                           | sat Rareș, comuna Mărtiniș      |                                     |                                            |            |                                               | Încărcați imagine | Raportați eroare |
| 85421.01.01                               | Turnul medieval de la Remetea / ansamblu anonim (Categorie: fortificație) (Tip: Turn)                                                         | sat Remetea, comuna Remetea     |                                     |                                            |            |                                               | Încărcați imagine | Raportați eroare |
| 85662.03.01                               | Biserica romano-catolică de la Racu / ansamblu anonim (Categorie: structură de cult/religioasă) (Tip: biserică)                               | sat Racu, comuna Racu           |                                     | sec XIII                                   |            |                                               | Încărcați imagine | Raportați eroare |
| 85662.04.01                               | Așezarea dacică de la Racu - "Dealul cu terase" / ansamblu anonim (Categorie: locuire civilă) (Tip: Așezare)                                  | sat Racu, comuna Racu           | Dealul cu terase                    | geto-dacică sec. I a. Chr -I p. Chr        |            | 46°27′13″N 25°44′46″E / 46.4536°N 25.74619°E  | Încărcați imagine | Raportați eroare |
| 85662.05                                  | Descoperiri preistorice la Racu (Categorie: neprecizată) (Tip: neprecizat)                                                                    | sat Racu, comuna Racu           |                                     |                                            |            |                                               | Încărcați imagine | Raportați eroare |
| 86106.02.01                               | Așezare de epoca bronzului la Rugănești / ansamblu anonim (Categorie: locuire civilă) (Tip: Așezare)                                          | sat Rugănești, comuna Șimonești |                                     |                                            |            |                                               | Încărcați imagine | Raportați eroare |
| 86106.03.01 (Cod LMI: HR-II-m-A-12942.01) | Ansamblul bisericii medievale reformate de la Rugănești / ansamblu anonim (Categorie: structură de cult/religioasă) (Tip: biserică reformată) | sat Rugănești, comuna Șimonești | Biserica Reformată                  | sec. XIII-XVI, XVIII-XIX                   |            | 46°18′19″N 25°04′23″E / 46.30523°N 25.07305°E | Încărcați imagine | Raportați eroare |
| 86106.03.02 (Cod LMI: HR-II-a-A-12942)    | Ansamblul bisericii medievale reformate de la Rugănești / ansamblu anonim (Categorie: structură de cult/religioasă) (Tip: Morminte)           | sat Rugănești, comuna Șimonești | Biserica Reformată                  | sec. XVIII-XIX                             |            | 46°18′19″N 25°04′23″E / 46.30523°N 25.07305°E | Încărcați imagine | Raportați eroare |
| 86106.04.01                               | Așezarea medievală de la Rugănești / ansamblu anonim (Categorie: locuire civilă) (Tip: Așezare)                                               | sat Rugănești, comuna Șimonești | Vatra satului                       | sec.XV-XVII                                |            |                                               | Încărcați imagine | Raportați eroare |
| 86106.05                                  | Obiecte preistorice la Rugănești (Categorie: descoperire izolată) (Tip: obiect izolat)                                                        | sat Rugănești, comuna Șimonești | nr.177, punct Vatra satului         |                                            |            |                                               | Încărcați imagine | Raportați eroare |
| 86106.06                                  | Fragmente ceramice medievale la Rugănești (Categorie: descoperire izolată) (Tip: obiect izolat)                                               | sat Rugănești, comuna Șimonești | Vatra satului                       | sec. XI-XV                                 |            | 46°18′19″N 25°04′30″E / 46.30537°N 25.07508°E | Încărcați imagine | Raportați eroare |
| 86106.07                                  | Obiecte medievale la Rugănești (Categorie: descoperire izolată) (Tip: obiect izolat)                                                          | sat Rugănești, comuna Șimonești | nr. 167, 170-1, punct Vatra satului | sec. XV - XVI                              |            |                                               | Încărcați imagine | Raportați eroare |
| 86106.08                                  | Fragmente ceramice sec. IV și medievale la Rugănești - "Grădina Benko" (Categorie: descoperire izolată) (Tip: obiect izolat)                  | sat Rugănești, comuna Șimonești | Grădina Benko                       | sec. IV                                    |            |                                               | Încărcați imagine | Raportați eroare |
| 86106.08.01                               | Fragmente ceramice sec. IV și medievale la Rugănești - "Grădina Benko" / ansamblu anonim (Categorie: descoperire izolată) (Tip: neprecizat)   | sat Rugănești, comuna Șimonești | Grădina Benko                       | Sântana de Mureș - Cerneahov               |            |                                               | Încărcați imagine | Raportați eroare |
| 86106.09.01                               | Situl arheologic de la Rugănești - "Grădina mare de sus" / ansamblu anonim (Categorie: locuire civilă) (Tip: Așezare)                         | sat Rugănești, comuna Șimonești | Grădina mare de sus                 |                                            |            |                                               | Încărcați imagine | Raportați eroare |
| 86106.09.02                               | Situl arheologic de la Rugănești - "Grădina mare de sus" / ansamblu anonim (Categorie: locuire civilă) (Tip: Așezare)                         | sat Rugănești, comuna Șimonești | Grădina mare de sus                 | geto-dacică sec. III-II-I a. Chr-I p. Chr. |            |                                               | Încărcați imagine | Raportați eroare |
| 86106.10.01                               | Descoperiri din epoca migrațiilor la Rugănești - "Lotul lui Pal" / ansamblu anonim (Categorie: neprecizată) (Tip: Locuire)                    | sat Rugănești, comuna Șimonești | Lotul lui Pal                       | Sântana de Mureș - Cerneahov               |            |                                               | Încărcați imagine | Raportați eroare |
| 86106.11.01                               | Descoperiri de epoca bronzului la Rugănești / ansamblu anonim (Categorie: neprecizată) (Tip: Locuire)                                         | sat Rugănești, comuna Șimonești | Fântâna cu pietre                   |                                            |            | 46°18′35″N 25°04′41″E / 46.30977°N 25.07818°E | Încărcați imagine | Raportați eroare |
| 86106.12.01                               | Vestigii preistorice la Rugănești - "Valea Mare" / ansamblu anonim (Categorie: neprecizată) (Tip: neprecizat)                                 | sat Rugănești, comuna Șimonești | Valea Mare                          |                                            |            |                                               | Încărcați imagine | Raportați eroare |
| 86106.12.02                               | Vestigii preistorice la Rugănești - "Valea Mare" / ansamblu anonim (Categorie: neprecizată) (Tip: neprecizat)                                 | sat Rugănești, comuna Șimonești | Valea Mare                          |                                            |            |                                               | Încărcați imagine | Raportați eroare |
| 86106.13.01                               | Descoperiri Coțofeni la Rugănești - "Lapjas" / ansamblu anonim (Categorie: neprecizată) (Tip: neprecizat)                                     | sat Rugănești, comuna Șimonești | Lapjas                              | Coțofeni                                   |            |                                               | Încărcați imagine | Raportați eroare |
| 86106.14.01                               | Diverse obiecte preistorice la Rugănești / ansamblu anonim (Categorie: neprecizată) (Tip: neprecizat)                                         | sat Rugănești, comuna Șimonești |                                     | Coțofeni                                   |            |                                               | Încărcați imagine | Raportați eroare |
| 86106.14.02                               | Diverse obiecte preistorice la Rugănești / ansamblu anonim (Categorie: neprecizată) (Tip: neprecizat)                                         | sat Rugănești, comuna Șimonești |                                     |                                            |            |                                               | Încărcați imagine | Raportați eroare |
| 86106.14.03                               | Diverse obiecte preistorice la Rugănești / ansamblu anonim (Categorie: neprecizată) (Tip: neprecizat)                                         | sat Rugănești, comuna Șimonești |                                     | Wietenberg                                 |            |                                               | Încărcați imagine | Raportați eroare |